# Rapilly
Rapilly är en kommun i departementet Calvados i regionen Normandie i norra Frankrike. Kommunen ligger i kantonen Falaise-Nord som ligger i arrondissementet Caen. År 2022 hade Rapilly 46 invånare.

## Befolkningsutveckling
Antalet invånare i kommunen Rapilly
Referens:INSEE